# Кружни ток
Кружни ток је назив за врсту раскрснице у друмском саобраћају која има несметани ток саобраћаја. Кружни ток функционише по принципу кружног једносмерног пута који се спаја са два или више путева и у ком при укључивању у кружни ток првенсто пролаза имају возила која се већ налазе у њему у односу на она која желе да се укључе. Таквим током саобраћаја избегава се семафор или раскрсница са првенством пролаза; саобраћаћај је безбеднији (с мање критичних тачака могућег судара) и бржи. С обизиром да је кружни ток раскрсница у нивоу, не може постојати на ауто-путу и мотопуту — али много је практичније и јефтиније решење за укрштање путева у насељеним местима и путева ван насеља који нису ауто-пут или мотопут од петљи.